# Tibagi (rivier)
De Tibaji (Portugees: Rio Tibagi) is een zijrivier van de Paranapanema rivier in centraal Zuid-Amerika. Ze stroomt door Paraná over een afstand van ongeveer 550 kilometer.
De oorsprong van de Tibaji-rivier ligt in Campos Gerais do Paraná (Serra das Almas), op de hoogvlakte van Ponta Grossa (Segundo Planalto Paranaense) in de staat Paraná, Brazilië.

## Dammen en waterkrachtcentrales
Door het hoge debiet is de rivier zeer geschikt voor de opwekking van elektriciteit door middel van waterkrachtcentrales. Belangrijkste centrales:
- Mauástuwdam
- Tibagi Montantestuwdam
- Presidente Vargasstuwdam